# Johann Richard von der Recke
Johann Richard von der Recke (* im 16. Jahrhundert; † im 16. Jahrhundert) war Domherr in Münster.

## Leben
Johann Richard von der Recke entstammte dem westfälischen Adelsgeschlecht von der Recke, aus dem zahlreiche namhafte Persönlichkeiten hervorgegangen sind. Seine Abstammung ist nicht zweifelsfrei belegt. Im Jahre 1583 erhielt er eine münstersche Dompräbende, auf die er 1586 zugunsten des Domherrn Adolf von Quadt verzichtete.